# Favicon

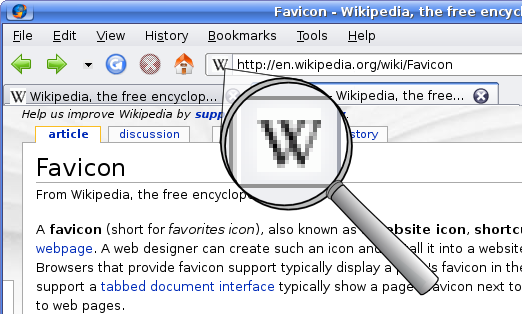
Favicon da Wikipedia, mostrado numa versão antiga do Firefox (de 2008)

A palavra favicon origina de duas palavras em inglês: favorite e icon. Os favicons são pequenas imagens (normalmente 16 por 16 pixels) que ficam guardados no site para visualização pelo navegador.
Geralmente são utilizados como logotipos em tamanho reduzido, nos sites de empresas, entidades e marcas quaisquer.
Um exemplo é o "W" que aparece no browser quando se acessa a Wikipédia.
Há casos em que os favicons são constituídos de apenas uma letra, ou as iniciais de um nome de fantasia, como uma abreviatura de um logotipo.

## Modus operandi
A colocação de um favicon no seu site depende da inserção do código: 
```
<link rel="shortcut icon" href="img/favicon.ico">
```

 dentro da tag <head>.
Nem todos os navegadores são capazes de reconhecer os favicons. Veja em seguida a listagem de navegadores capazes de reconhecer os Favicons.